# Freycinetia angakumiana
Freycinetia angakumiana là một loài thực vật có hoa trong họ Dứa dại. Loài này được Huynh mô tả khoa học đầu tiên năm 2002.